# Campionatul European de Fotbal 1984
Campionatul European de Fotbal 1984 a fost al șaptelea sezon al turneului final. Turneul s-a desfășurat între 12 - 27 iunie. Campioană a ieșit Echipa națională de fotbal a Franței,care a învins cu 2-0 Spania .Golurile au fost marcate de Michel Platini  și de Bruno Bellone.

## Echipe participante
- Belgia
- Danemarca

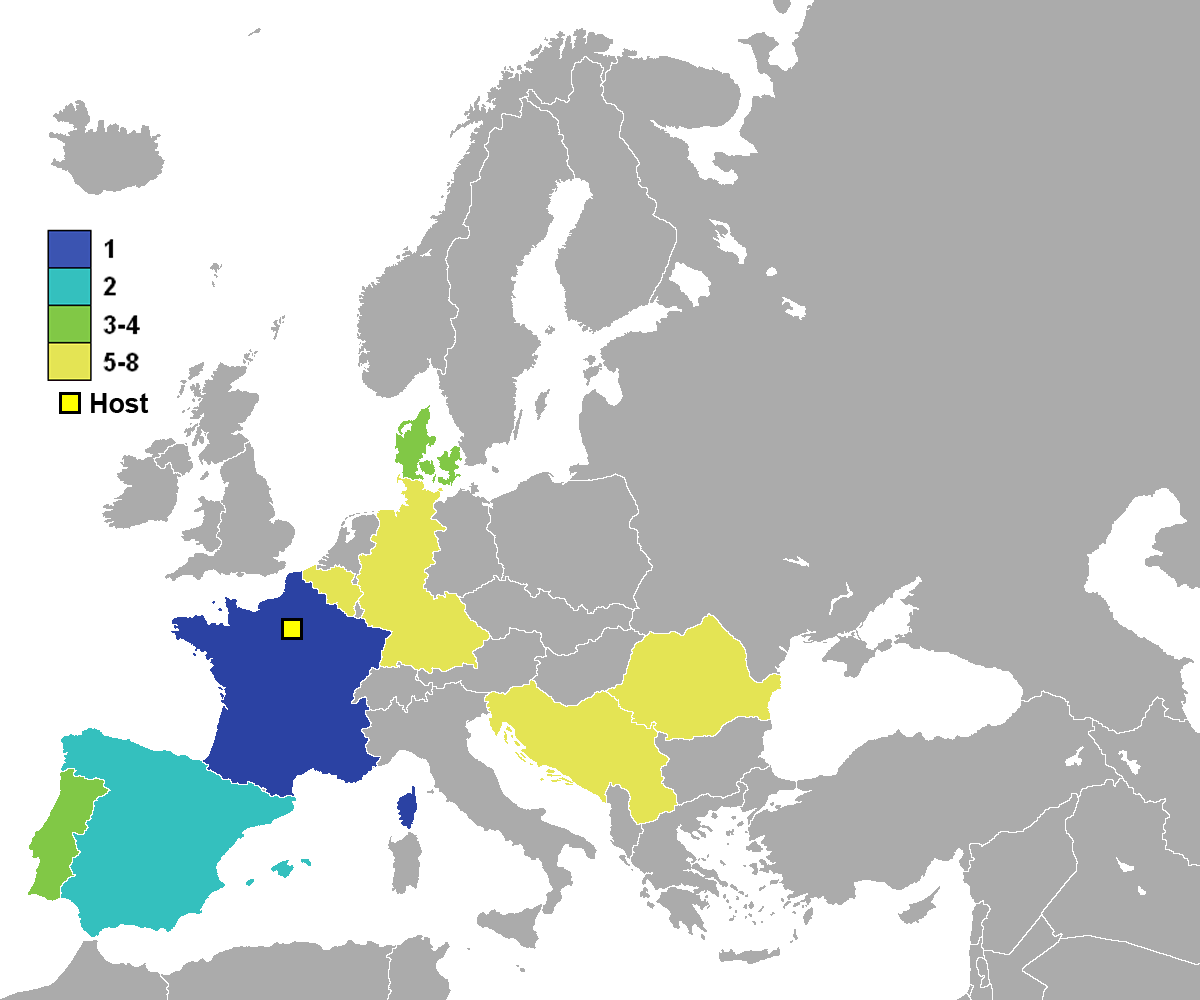
Națiunile participante.

- Franța (Franța s-a calificat direct, fiind gazdă)
- Portugalia
- România
- Spania
- Iugoslavia
- Germania de Vest

## Arbitrii
| Anglia - George Courtney Austria - Heinz Fahnler Belgia - Alexis Ponnet Cehoslovacia - Vojtěch Christov Elveția - André Daina Germania de Est - Adolf Prokop Germania de Vest - Volker Roth | Franța - Michel Vautrot Italia - Paolo Bergamo Scoția - Bob Valentine Spania - Augusto Lamo Castillo Țările de Jos - Jan Keizer Uniunea Sovietică - Romualdas Yushka |

## Stadioane
| Paris                | Marseille             | Lyon               | Saint-Étienne           |
| -------------------- | --------------------- | ------------------ | ----------------------- |
| Parc des Princes     | Stade Vélodrome       | Stade de Gerland   | Stade Geoffroy-Guichard |
| Capacitatr: 48,000   | Capacitate: 55,000    | Capacitate: 40,000 | Capacitate: 53,000      |
|                      |                       |                    |                         |
| Lens                 | Nantes                | Strasbourg         |                         |
| Stade Félix-Bollaert | Stade de la Beaujoire | Stade de la Meinau |                         |
| Capacitate: 49,000   | Capacitate: 53,000    | Capacitate: 40,000 |                         |
|                      |                       |                    |                         |

## Rezultate

### Grupa A
| Echipa     | J | V | E | Î | GM | GP | GOL | Pt |
| ---------- | - | - | - | - | -- | -- | --- | -- |
| Franța     | 3 | 3 | 0 | 0 | 9  | 2  | +7  | 6  |
| Danemarca  | 3 | 2 | 0 | 1 | 8  | 3  | +5  | 4  |
| Belgia     | 3 | 1 | 0 | 2 | 4  | 8  | -4  | 2  |
| Iugoslavia | 3 | 0 | 0 | 3 | 2  | 10 | -8  | 0  |

| Franța      | 1 – 0  | Danemarca |
| ----------- | ------ | --------- |
| Platini 78' | Raport |           |

| Belgia                   | 2 – 0  | Iugoslavia |
| ------------------------ | ------ | ---------- |
| Vandenbergh 28' Grün 45' | Raport |            |

| Franța                                              | 5 – 0  | Belgia |
| --------------------------------------------------- | ------ | ------ |
| Platini 4' 74' (pen.) 89' Giresse 33' Fernandez 43' | Raport |        |

| Danemarca                                                    | 5 – 0  | Iugoslavia |
| ------------------------------------------------------------ | ------ | ---------- |
| Arnesen 8' 69' (pen.) Berggreen 16' Elkjær 82' Lauridsen 84' | Raport |            |

| Franța              | 3 – 2  | Iugoslavia                         |
| ------------------- | ------ | ---------------------------------- |
| Platini 59' 62' 77' | Raport | Šestić 32' D. Stojković 84' (pen.) |

| Danemarca                                | 3 – 2  | Belgia                        |
| ---------------------------------------- | ------ | ----------------------------- |
| Arnesen 41' (pen.) Brylle 60' Elkjær 84' | Raport | Ceulemans 26' Vercauteren 39' |

### Grupa B
| Echipa           | J | V | E | Î | GM | GP | GOL | Pt |
| ---------------- | - | - | - | - | -- | -- | --- | -- |
| Spania           | 3 | 1 | 2 | 0 | 3  | 2  | +1  | 4  |
| Portugalia       | 3 | 1 | 2 | 0 | 2  | 1  | +1  | 4  |
| Germania de Vest | 3 | 1 | 1 | 1 | 2  | 2  | 0   | 3  |
| România          | 3 | 0 | 1 | 2 | 2  | 4  | -2  | 1  |

| Germania | 0 – 0  | Portugalia |
| -------- | ------ | ---------- |
|          | Raport |            |

| România    | 1 – 1  | Spania              |
| ---------- | ------ | ------------------- |
| Bölöni 35' | Raport | Carrasco 22' (pen.) |

| Germania       | 2 – 1  | România   |
| -------------- | ------ | --------- |
| Völler 25' 66' | Raport | Coraș 46' |

| Portugalia | 1 – 1  | Spania         |
| ---------- | ------ | -------------- |
| Sousa 52'  | Raport | Santillana 73' |

| Germania | 0 – 1  | Spania     |
| -------- | ------ | ---------- |
|          | Raport | Maceda 90' |

| Portugalia | 1 – 0  | România |
| ---------- | ------ | ------- |
| Nené 81'   | Raport |         |

### Semifinale
| Franța                         | 3 – 2 (d.p.) | Portugalia     |
| ------------------------------ | ------------ | -------------- |
| Domergue 24' 114' Platini 119' | Raport       | Jordão 74' 98' |

| Spania     | 1 – 1 (d.p.) | Danemarca |
| ---------- | ------------ | --------- |
| Maceda 67' | Raport       | Lerby 7'  |

|                                                        |       | Penaltiuri                                |  |
| Santillana · Señor · Urquiaga · Víctor Muñoz · Sarabia | 5 – 4 | Brylle · Olsen · Laudrup · Lerby · Elkjær |  |

### Finala
| Franța                  | 2 – 0  | Spania |
| ----------------------- | ------ | ------ |
| Platini 57' Bellone 90' | Raport |        |

## Statistici

### Goluri înscrise
| 9 goluri - Michel Platini 3 goluri - Frank Arnesen 2 goluri - Preben Elkjær - Jean-François Domergue - Rui Jordão - Antonio Maceda - Rudi Völler | 1 gol - Jan Ceulemans - Georges Grün - Erwin Vandenbergh - Franky Vercauteren - Klaus Berggreen - Kenneth Brylle - John Lauridsen - Søren Lerby - Bruno Bellone - Luis Fernandez - Alain Giresse - Tamagnini Nené - António Sousa - Ladislau Bölöni - Marcel Coraș - Francisco José Carrasco - Santillana - Miloš Šestić - Dragan Stojković |

## Cel mai rapid gol înscris
minutul 3:  Michel Platini (Franța vs Belgia)

## Rata de goluri
2,73 goluri pe meci